# Климатограма
Климатограмата представлява графично изображение, показващо изменението на климата на дадено място за определен период от време. Това обикновено е графика на температурата и валежите. С помощта на климатограмата може да се направи характеристика на климата на съответното място в определена последователност.